# Larry Reinhardt
Larry „Rhino“ Reinhardt (7. července 1948, Florida – 2. ledna 2012, Bradenton, Florida) byl americký kytarista a zpěvák, který hrál s Iron Butterfly a Captain Beyond, někde byl také známý jako „El Rhino“ a „Ryno“. Svou hudební kariéru začal v šedesátých letech na Floridě. V roce 1969 se stal členem skupiny Iron Butterfly a nahrál s nimi jejich čtvrté album Metamorphosis. Skupina se rozpadla v roce 1971 s Reinhardt spolu s jejím baskytaristou Lee Dormanem a zpěvákem skupiny Deep Purple Rodem Evansem založili skupinu Captain Beyond. Skupina se rozpadla po vydání dvou alb v roce 1973, v roce 1976 byla znovu obnovena v čele s novým zpěvákem, vydali spolu jedno album. Existence skupiny neměla dlouhého trvání a následující rok se rozpadla. Reinhardt později byl ještě několikrát členem Iron Butterfly (1977–1979, 1981–1984 a 1988–1993). V roce 1991 hrál na albu Roberta Teppera No Rest for the Wounded Heart, které bylo vydané až v roce 1996. V letech 1998–2002 proběhl další reunion kapely Captain Beyond. Své první sólové album s názvem Rhino's Last Dance vydal v roce 2009. Larry Reinhardt zemřel 2. ledna 2012.

## Diskografie
Iron Butterfly
- Metamorphosis (1970)
- Evolution: The Best of Iron Butterfly (1971) − kompilace
- Light & Heavy: The Best of Iron Butterfly (1993) − kompilace

Captain Beyond
- Captain Beyond (1972)
- Sufficiently Breathless (1973)
- Dawn Explosion (1977)
- Night Train Calling (2000) − EP
- Far Beyond a Distant Sun - Live Arlington, Texas (2002) − koncertní album

Bobby Womack
- Lookin' for a Love Again (1974, skladby „Don't Let Me Down“ a „I Don't Want To Get Hurt By Your Love Again“)

Mad Dancer
- Lost World (Reinhardt napsal tři písně „Still A Boy“, „Serious“, a „Such a Feeling“)

Robert Temper
- No Rest For The Wounded Heart (nahráno 1991; vydáno 1996)

Sólo
- Rhino's Last Dance (2009)

Rhino and the Posse
- Back in the Day (2010)